# Penalva abnormis
Penalva abnormis är en insektsart som först beskrevs av Brunner von Wattenwyl 1888.  Penalva abnormis ingår i släktet Penalva och familjen Anostostomatidae. Inga underarter finns listade i Catalogue of Life.